# Christopher Pike
Christopher Pike é um personagem da franquia de entretenimento Star Trek. Ele foi interpretado por Jeffrey Hunter no piloto original de Star Trek, "The Cage", como o capitão da USS Enterprise. O piloto foi rejeitado, e o personagem foi abandonado durante o desenvolvimento do segundo piloto quando Hunter decidiu que ele não desejava continuar com a série. Sean Kenney interpretou Pike em novas cenas filmadas para o episódio subsequente "The Menagerie", que também reusa imagens originais de Hunter em "The Cage". Bruce Greenwood interpretou Pike no filme Star Trek e Anson Mount viveu o personagem em Star Trek: Discovery.

## Representação
Pouco se sabe da vida pessoal de Pike. De acordo com diálogos em "The Cage", Pike nasceu em Mojave, Califórnia e em algum momento teve um cavalo chamado de Tango.
Pike é o primeiro capitão da USS Enterprise (NCC-1701) reconhecido pelo canône de Star Trek. Entretanto, Star Trek: The Animated Series revela que o Capitão Robert April precedeu Pike, e romances e livros de referência sobre Star Trek também identificam April como o predecessor de Pike.

### "The Cage"
No começo de "The Cage", Pike e sua tripulação estão se recuperando de uma missão em Rigel VII onde vários membros do grupo de desembarque foram mortos pelos habitantes. O incidente encheu Pike de tanta culpa que ele estava considerando deixar a Frota Estelar.
Enquanto isso, a Enterprise está a caminho de Colônia Vega para deixar alguns tripulantes feridos, quando ela recebe um pedido de socorro da nave SS Columbia, perdida 18 anos antes. Pike muda o curso para Talos IV para resgatar os sobreviventes.
Pike descobre que todos os sobreviventes, com exceção de uma, são ilusões criadas pelos talosianos para atrair a tripulação da Enterprise para o planeta. Os talosianos fazem todos os esforços para fornecer fantasias sexuais para apelar à Pike, usando como objeto de desejo a única sobrevivente da Columbia, Vina. Depois de escapar de sua cela com a ajuda de sua primeira oficial, Número Um, e da Ordenança J. M. Colt, os talosianos mostram a Pike a verdadeira aparência de Vina, uma mulher velha e desfigurada. Os talosianos salvaram sua vida depois da queda da Columbia, porém não possuiam nenhum guia para "consertar" o corpo humano. Pike pede para que os talosianos restaurem sua ilusão de beleza e a Enterprise deixa Talos IV.

### "The Menagerie"
Em algum ponto antes de "The Menagerie", Pike é promovido a Capitão de Frota. Ele é severamente ferido ao resgatar cadetes de uma ruptura do casco de uma nave de treinamento, a radiação de raios delta o deixa paralisado, mudo, gravemente cicatrizado e dependente de uma cadeira de rodas operada por ondas cerebrais. Seu único modo de comunicação é por meio de uma luz na cadeira: um pisque significa "sim" e dois pisques indica "não".
Em "The Menagerie", a Enterprise, agora sob o comando do Capitão James T. Kirk, viajam até a Base Estelar 11. Spock, que serviu com Pike por "onze anos, quatro meses e cinco dias", faz arranjos clandestinos para levar Pike devolta para Talos IV, apesar de viagem para Talos IV ser o único crime punido com a morte pela Frota Estelar. Spock vai para corte marcial, com as evidências durante o processo serem imagens de "The Cage". Ao final, Pike se reencontra com Vina e recebe a ilusão de saúde perfeita.